# Esporte Clube Macapá
O Esporte Clube Macapá, ou simplesmente Macapá, é uma agremiação esportiva brasileira sediado na cidade de Macapá, capital do Amapá. Com as suas cores principais sendo o azul e branco, o clube se destaca por ser o maior vencedor do Campeonato Amapaense, com 19 títulos, sendo 3 da Segunda Divisão.
A equipe além de ser o primeiro Campeão Estadual na era Amadora, também foi o Primeiro Campeão na era Profissional em 1991. O clube também foi campeão da primeira edição do Torneio Integração da Amazônia, ou Copão da Amazônia, após uma goleada por 3 a 0 em cima do Ferroviário, de Rondônia. 

## História
O clube foi fundado em 7 de setembro de 1940 como Panair Clube por Emanuel Tarcilo Duarte Moraes; o nome é uma homenagem à companhia aérea Panair do Brasil, que atuava em Macapá. Em 1944, o Panair foi campeão da primeira edição do Campeonato Amapaense de Futebol na era amadora.
Após a Panair do Brasil encerrar suas atividades em Macapá, foi realizada uma assembleia geral entre os dirigentes e sócios do clube, em 18 de julho de 1945, com o propósito de mudar o nome do clube. Ao final dessa assembleia, o clube passou a se chamar Esporte Clube Macapá. A assembleia foi realizada na primeira sede do Macapá, na Rua São José, em frente à Praça Veiga Cabral. 
Um dos momentos mais marcantes na história do clube ocorreu em 1975. Neste ano, o Macapá fez história ao se tornar o primeiro time a vencer o Copão da Amazônia, um torneio disputado entre clubes de estados da Região Norte do Brasil, realizado em Porto Velho. O título do torneio amador é lembrado até hoje como um dos maiores na história do clube. A competição foi organizada pela Confederação Brasileira de Futebol (CBF) para integrar as federações amadoras na época, no caso o Amapá, Acre, Rondônia e Roraima. 

## Jogadores notáveis
Destaques no futebol brasileiro:
- Bira (Atacante campeão brasileiro pelo Internacional/RS)
- Aldo (lateral direito campeão brasileiro pelo Fluminense/RJ)
- Dayveson (Dayveson Mindelo Paz) - Atacante habilidoso que foi o destaque na Primeira Fase da Copa São Paulo de Futebol Jr. de 2024 e Autor do Gol do Título do Amapazão 2025 - Série B contra a equipe do São José/AP.
- Jeremias (Conhecido como o Iluminado), com 17 anos, fez o Primeiro Gol da história do Esporte Clube Macapá na Copa São Paulo de Futebol Jr. na Edição de 2024, no empate de 1x1 contra o Vasco da Gama-RJ. O Atleta marcou ainda no empate de 1x1 contra o Flamengo de Guarulhos na mesma competição. Ainda em 2024, fez o gol do empate histórico de 2x2 na Copa do Brasil Sub 20 2024, contra o Sampaio Correia no Estádio Nhozinho Santos (MA), levando a decisão para as cobranças de penalidades e a vitória por 5x4. Neste ano(2024) o Esporte Clube Macapá ficou entre os 8 melhores clubes da Copa do Brasil Sub 20. Perdeu nas quartas de finais para o Ceará na partida de volta na Capital Cearense, após ter empatado, sem gols, nos seus domínios no Estádio Glicério de Souza Marques (Macapá).

## Rivalidades
O principal rival do Macapá é o Amapá Clube, porém o Amapá não disputa competições oficiais desde 2008.

## Títulos
| REGIONAIS | REGIONAIS                         | REGIONAIS | REGIONAIS                                                                                         |
|           | Competição                        | Títulos   | Temporadas                                                                                        |
| --------- | --------------------------------- | --------- | ------------------------------------------------------------------------------------------------- |
|           | Copão da Amazônia                 | 1         | 1975                                                                                              |
| ESTADUAIS |                                   |           |                                                                                                   |
|           | Competição                        | Títulos   | Temporadas                                                                                        |
|           | Campeonato Amapaense              | 16        | 1944*, 1946, 1947, 1948, 1954, 1955, 1956 , 1957, 1958, 1959, 1969, 1974, 1978, 1980, 1981 e 1991 |
|           | Campeonato Amapaense - 2ª Divisão | 3         | 1989, 1990 e 2025                                                                                 |

* Na época era conhecido como Panair Esporte Clube.
Notas
 Campeão invicto

### Outras conquistas
- Torneio Vargas Neto: 1951[6]

## Estatísticas

### Participações
|  | Participações em 2026 |

| Competição | Competição        | Temporadas | Melhor campanha             | Estreia | Última | P | R |
| Amapá      | Amapazão          | 51         | Campeão (16 vezes)          | 1944    | 2026   |   | 2 |
| Amapá      | Segunda Divisão   | 5          | Campeão (1989, 1990 e 2025) | 1989    | 2025   | 3 |   |
|            | Copão da Amazônia | 7          | Campeão (1975)              | 1975    | 1984   |   |   |
| Brasil     | Série C           | 1          | 12º colocado (1992)         | 1992    | 1992   | – | – |
| Brasil     | Série D           | 1          | 43º colocado (2018)         | 2018    | 2018   | – |   |

### Desempenho em competições

#### Campeonato Amapaense
| Ano  |      |      |      |      | 1944 | 1945 | 1946 | 1947 | 1948 | 1949 |
| ---- | ---- | ---- | ---- | ---- | ---- | ---- | ---- | ---- | ---- | ---- |
| Pos. |      |      |      |      | 1º   | ?º   | 1º   | 1º   | 1º   | —    |
| Ano  | 1950 | 1951 | 1952 | 1953 | 1954 | 1955 | 1956 | 1957 | 1958 | 1959 |
| Pos. | ?º   | ?º   | —    | —    | 1º   | 1º   | 1º   | 1º   | 1º   | 1º   |
| Ano  | 1960 | 1961 | 1962 | 1963 | 1964 | 1965 | 1966 | 1967 | 1968 | 1969 |
| Pos. | —    | ?º   | ?º   | ?º   | ?º   | ?º   | —    | —    | —    | 1º   |
| Ano  | 1970 | 1971 | 1972 | 1973 | 1974 | 1975 | 1976 | 1977 | 1978 | 1979 |
| Pos. | —    | 2º   | —    | ?º   | 1º   | 2º   | ?º   | ?º   | 1º   | —    |
| Ano  | 1980 | 1981 | 1982 | 1983 | 1984 | 1985 | 1986 | 1987 | 1988 | 1989 |
| Pos. | 1º   | 1º   | —    | —    | —    | —    | —    | —    | ?º   | —    |
| Ano  | 1990 | 1991 | 1992 | 1993 | 1994 | 1995 | 1996 | 1997 | 1998 | 1999 |
| Pos. | —    | 1º   | 5º   | 6º   | 2º   | 3º   | —    | 6º   | —    | 8º   |
| Ano  | 2000 | 2001 | 2002 | 2003 | 2004 | 2005 | 2006 | 2007 | 2008 | 2009 |
| Pos. | —    | —    | —    | —    | —    | 5º   | —    | —    | 9º   | 5º   |
| Ano  | 2010 | 2011 | 2012 | 2013 | 2014 | 2015 | 2016 | 2017 | 2018 | 2019 |
| Pos. | —    | —    | —    | 2º   | 3º   | 5º   | 4º   | 2º   | 4º   | —    |
| Ano  | 2020 | 2021 | 2022 | 2023 | 2024 | 2025 |      |      |      |      |
| Pos. | 6º   | 5º   | 7º   | 6º   | 7º   |      |      |      |      |      |

#### Campeonato Amapaense - Segunda Divisão
| Ano  | 1989 | 1990 | 2005 | 2007 | 2025 |
| ---- | ---- | ---- | ---- | ---- | ---- |
| Pos. | 1º   | 1º   | 2º   | 4º   | 1º   |

#### Torneio da Integração da Amazônia
| Ano  | 1975 | 1976 | 1979 | 1981 | 1982 | 1983 | 1984 |
| ---- | ---- | ---- | ---- | ---- | ---- | ---- | ---- |
| Pos. | 1º   | 4º   | ?º   | 7º   | ?º   | 4º   | ?º   |

#### Campeonato Brasileiro - Série C
| Ano  | 1992 |
| ---- | ---- |
| Pos. | 12º  |

#### Campeonato Brasileiro - Série D
| Ano  | 2018 |
| ---- | ---- |
| Pos. | 43º  |